# Женщина-птица (панно)

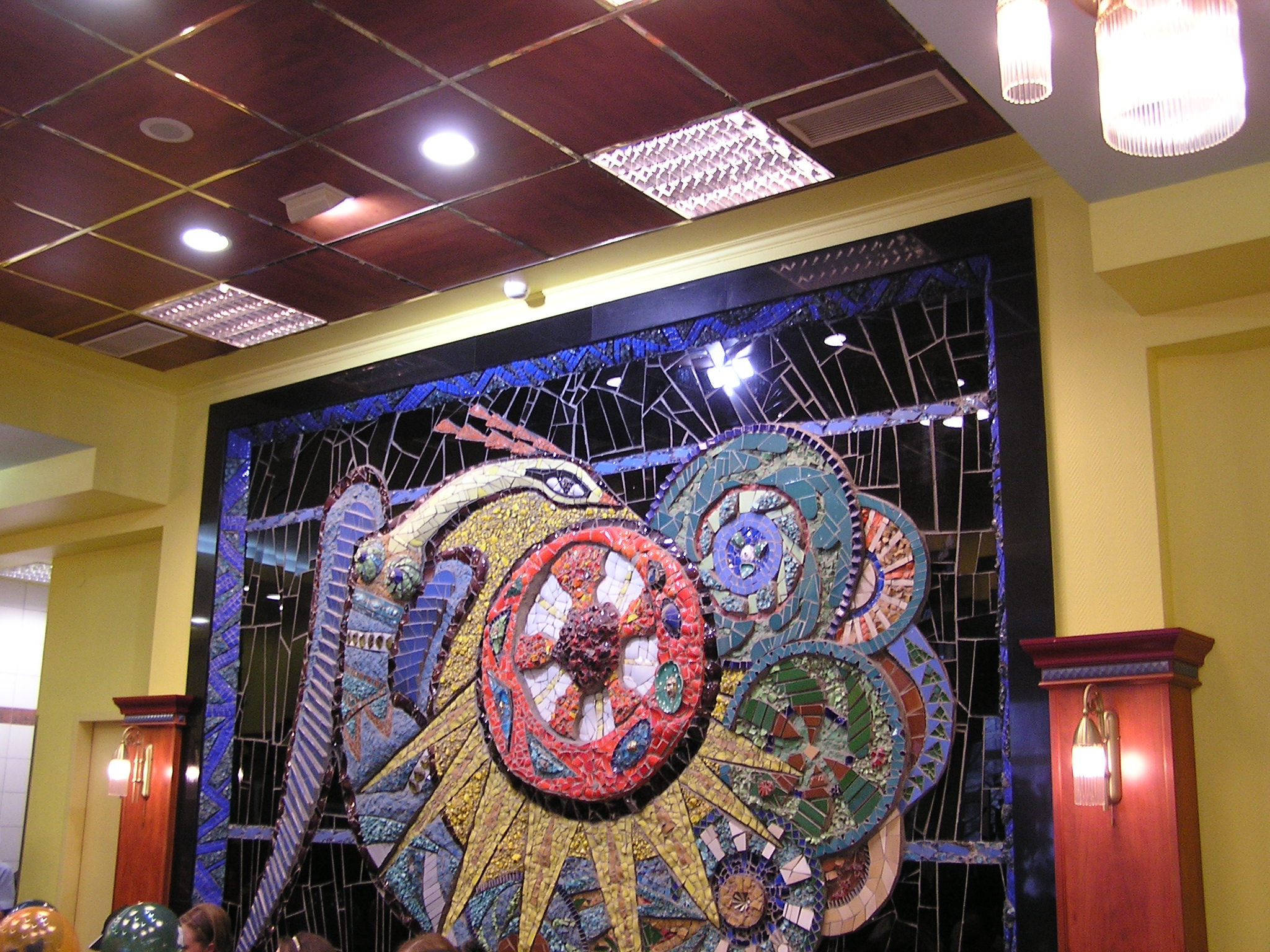
Панно в 2011 году

«Же́нщина-пти́ца» — мозаичное панно выдающейся украинской художницы Аллы Александровны Горской в Донецке. Также в работе над созданием панно принимали участие Григорий Синица и Виктор Зарецкий. Вес — более 7,5 тонн, площадь 25 м2. Выполнено из смальты, цветного стекла и керамической плитки. Другое название — «Берегиня».
Панно было выполнено в 1966 году в ювелирном магазине «Рубин» (находился по адресу пр. Ильича, 1/119). В 2002 году при перепланировке здания под ресторан McDonald's строители собирались его убрать. На защиту работы Аллы Горской встали Донецкая областная организация Всеукраинского общества «Просвіта» и Донецкая областная организация Союза украинок Украины. До этого в 2000 году, при строительстве донецкого магазина «Марина» была разрушена другая работа Аллы Горской — «Украинка». Благодаря публикациям в СМИ панно «Женщина-птица» удалось отстоять и оно было оставлено и включено в интерьер ресторана McDonald’s.
В это же время была произведена реставрация. Панно перенесли с перекрытия на несущую стену. Фон мозаики был облицован южноафриканским чёрным мрамором. Работа была обрамлена красным деревом. Также был сооружён освещаемый подиум.

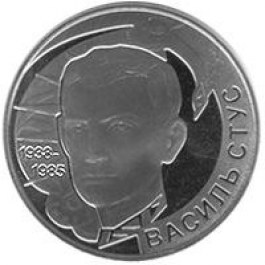
Реверс юбилейной монеты «Василь Стус»

В 2008 году Национальный банк Украины выпустил юбилейную монету номиналом в 2 гривны, посвящённую Василию Семёновичу Стусу. На реверсе этой монеты портрет Стуса расположен на фоне стилизованной мозаики «Женщина-птица».